# Thành phố trú ẩn
Thành phố trú ẩn (tiếng Anh: Sanctuary city), hay thành phố an toàn, là một thuật ngữ để gọi các thành phố tại Hoa Kỳ và Canada theo đuổi một chính sách bảo vệ người nhập cư không có giấy tờ bằng cách không truy tố họ vi phạm luật nhập cảnh liên bang ở nước mà họ đang sống bất hợp pháp. Chính sách này có thể được quy định trong một đạo luật rõ ràng (de jure) hoặc được tiến hành chỉ trong thực tế (de facto). Thuật ngữ này được áp dụng cho các thành phố không sử dụng kinh phí, hoặc các nguồn lực thành phố để thực thi luật nhập cư quốc gia, và thường cấm cảnh sát hoặc nhân viên của thành phố hỏi thăm về tình trạng di trú của một người. Tên gọi này không có ý nghĩa pháp lý chính xác.
Tại Vương quốc Anh và Ireland, một Sanctuary city là một nơi cam kết chào đón những người di tản, những người xin tị nạn và những người khác đang tìm kiếm nơi an toàn. Phong trào được lan truyền trên hơn 80 thị xã, thành phố và các khu vực địa phương ở Anh, xứ Wales, Ireland Bao gồm Bắc Ireland và Cộng hòa Ireland, và Scotland. Trọng tâm là xây dựng cầu kết nối và sự hiểu biết, tất cả được thực hiện thông qua việc nâng cao nhận thức, kết bạn với các đề án, hình thành các kết nối văn hóa nghệ thuật, thể thao, y tế, giáo dục, các nhóm tôn giáo và các lĩnh vực khác của xã hội. Glasgow, Sheffield và Swansea được ghi nhận là Cities of Sanctuary.